# 吴应枫
吳應楓（?—1977年），天主教耶穌會中國籍教士。

## 生平
出生于上海南沙，做震旦大学附中主任、金科中学校長多年，做虹口聖心堂司鐸（本堂神父）時的1955年在龚品梅反革命集团案中被捕入獄，15年刑滿後送去勞動改造，1977年在安徽白茅岭離世。
1948年自法文版譯出希波的奥古斯丁的《懺悔錄》，與甘蘭（Fulbert Cayré）的《教父學大綱》1950年代初由徐家汇天主堂土山灣印書館印行。
其他譯作還有《我信聖而公教會》等。
《懺悔錄》吳神父譯本比周士良神父（上海教區龚品梅主教秘書）1962年完成北京商務印書館1963年版漢譯本更早，蒙難後由耶穌會在海外的出版機構台灣光啟文化事業以「應楓」化名出繁體漢字版，署譯者原名的《教父學大綱》也有台灣光啟社的海外繁體漢字版。
化名「應楓」繁體漢字版2000年在吉林長春出了簡體漢字版。
署譯者原名的《教父學大綱》2007年由天主教北京教区上智編譯館合為上下2卷本出簡體漢字版。
《懺悔錄》周神父譯本在海外台灣也有幾個繁體漢字版。